# 加泰隆尼亞是的我們能
加泰隆尼亞是的我們能（加泰罗尼亚语：Catalunya Sí que es Pot，缩写为CSQP）是加泰罗尼亚的一个已不存在的左翼选举联盟，由我们能、为了加泰罗尼亚倡议绿党和联合与替代左翼组成。該聯盟成立於2015年7月15日以應對於2015年9月27日的2015年加泰隆尼亞議會選舉。
在2015年加泰隆尼亞議會選舉中，该联盟獲得366494张选票（得票率8.94%）和11个议会席位。

## 成員黨
- 我们能
- 为了加泰罗尼亚倡议绿党
- 联合与替代左翼
- 生态